# Monastýr

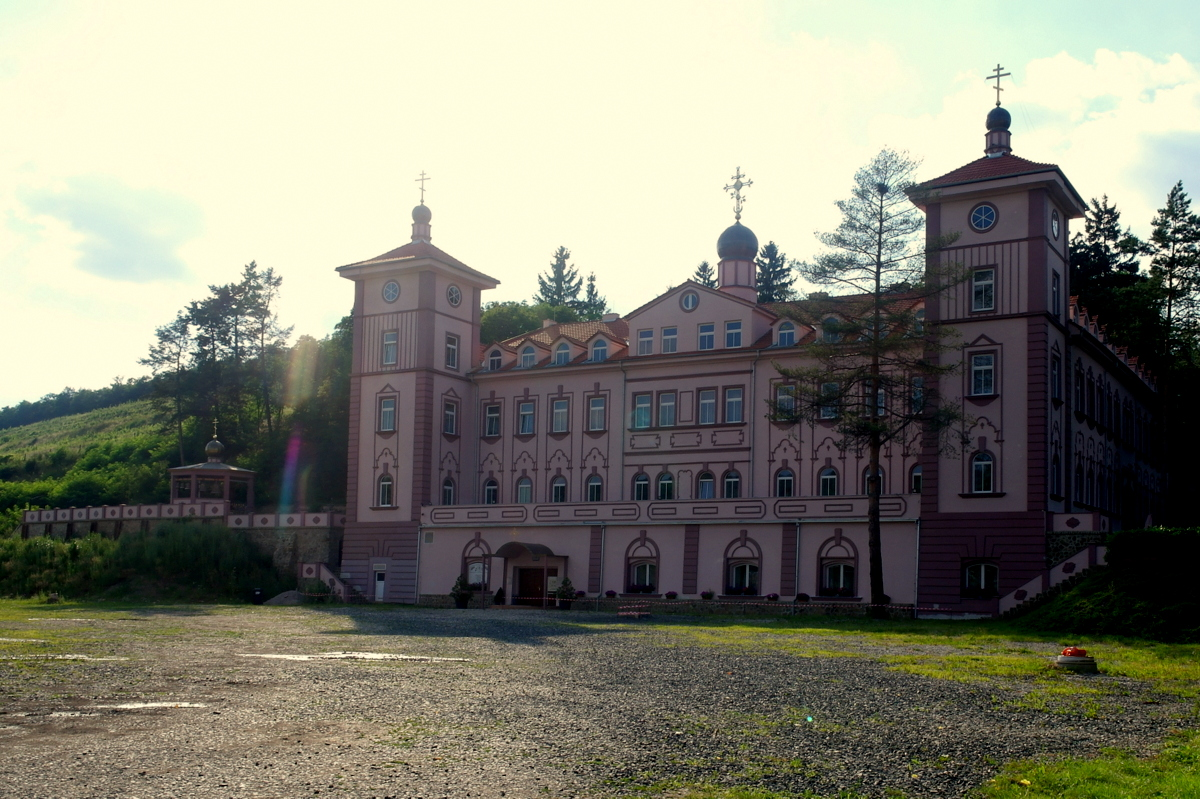
Ženský Monastýr svatého Václava a svaté Ludmily v Loděnicích

Monastýr (z řeckého μοναστήριον; rusky монастырь, ukrajinsky монастир; srbsky a bulharsky манастир) označuje pravoslavný klášter – společný příbytek mnichů, místo pro monastický (mnišský) život. Zatímco slovanské a některé další jazyky používají slovo monastýr v kontextu pravoslaví, výrazy jiných jazyků (např. anglické monastery) se používají pro kláštery východní i západní církve. V češtině se monastýr západní církve označuje slovem klášter.
Největším monastýrům se říká lávra. Naopak malému monastýru se říká skit. Dalšími malými mnišskými příbytky jsou: hysychastirion, kaliva, kelije. V čele monastýru stojí igumen (ekvivalent převora v západní církvi) či archimandrita (ekvivalent opata v západní církvi). Každý monastýr má svoji ústavu – vnitřní řád, tradičně zvaný typikon.

## Typy monastýrů

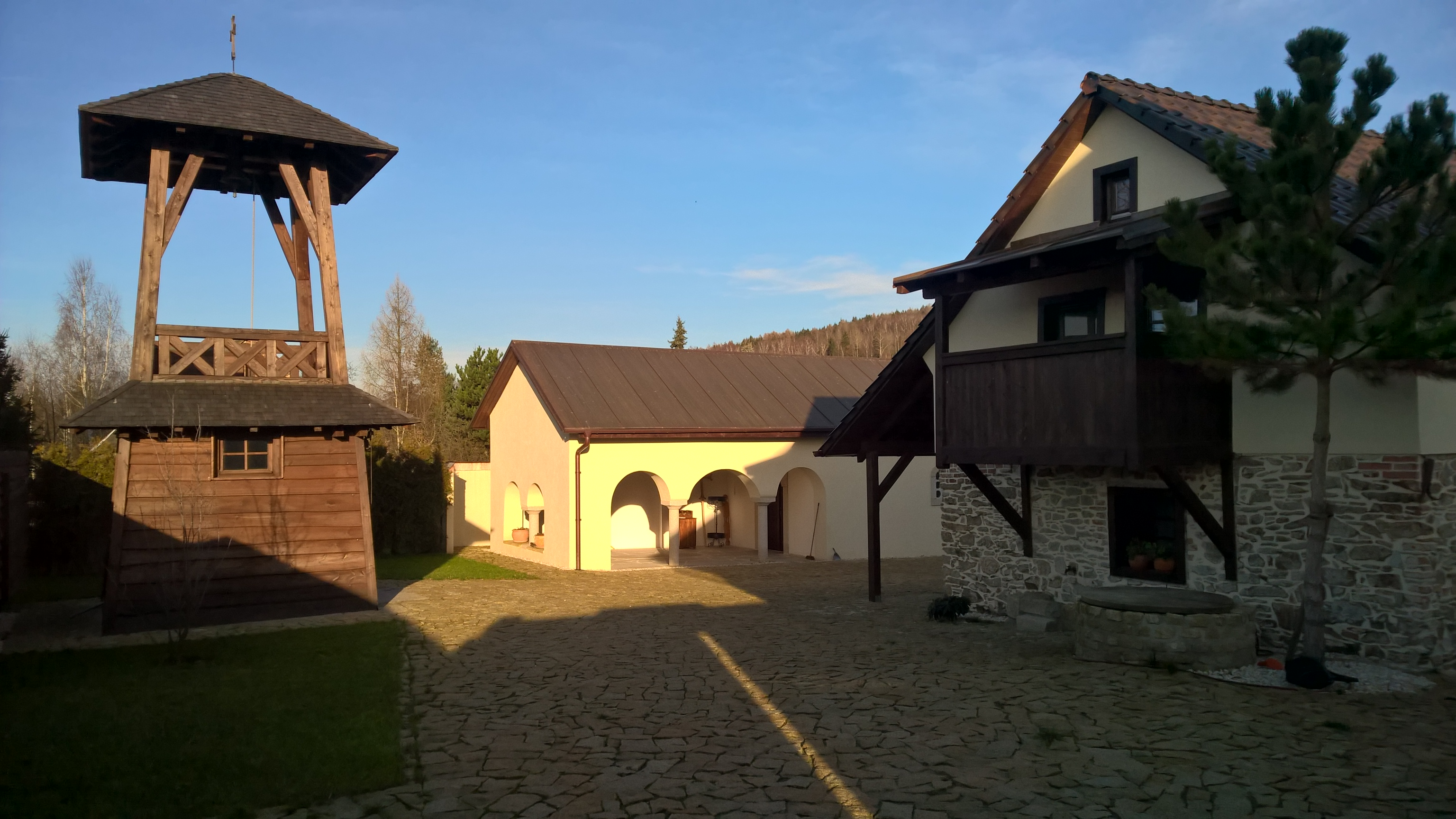
Mužský Monastýr Proměnění Páně v Těšově u Milíkova

- kinoviální (od řeckého koinos bios – společný život)
- idiorytmické

Kinovie neboli Cenobitství je nejstarším způsobem monastýrského života. Mnišský život je založen na ideji pokračování způsobu života prvotní křesťanské obce v Jeruzalému v prvním století, kdy křesťané byli „stále na modlitbách“ a „měli všechno společné“. Tak i v kinoviálním monastýru nemají mniši vlastní majetek. Společně pracují a dostávají ze společných zdrojů vše, co potřebují k živobytí. Bratrstvo monastýru si volí svého představeného – igumena.
Idiorytmie vznikala za zvláštních historických okolností, kdy z nějakých důvodů nemohlo bratrstvo monastýru žít kinoviálním způsobem. V tomto typu monastýru má každý mnich vlastní živobytí, svůj soukromý majetek, sám se živí a šatí. Monastýr tohoto typu nemá igumena. Dnes se vyskytují takové monastýry jen vzácně, ovšem např. za turecké okupace byly častější. Teprve nedávno se poslední idiorytmický monastýr na Athosu stal kinoviálním.

## Mnišská centra
Současným mnišským centrem pravoslaví je Svatá Hora Athos. Mnoho monastýrů je v Řecku, na Balkáně, na Ukrajině a v Rusku.

## Nejznámější monastýry ve světě
- Velká lávra na Athosu a další tamní monastýry
- Meteora – skupina monastýrů v Řecku
- Trojicko-sergijevská lávra (Sergijev Posad, Moskevská oblast, Rusko)
- Divějevo (ženský monastýr, Rusko)
- Monastýr sv. Kateřiny na hoře Sinaj

## Monastýry v Česku
- Monastýr sv. Gorazda (Hrubá Vrbka na Hodonínsku)
- Monastýr Proměnění Páně (Těšov)
- Monastýr Zesnutí přesv. Bohorodice (Vilémov (okres Olomouc) u Litovle; ženský)
- Monastýr sv. Prokopa Sázavského v Mostě (klášterní činnost pozastavena, nežijí zde mniši, k r. 2023)
- Monastýr sv. Rostislava v Chabařovicích
- Monastýr sv. Mikuláše na Doubské hoře u Karlových Varů (ženský)
- Monastýr sv. Václava v Pstruži (ženský)
- Monastýr sv. kněžny české Ludmily v Brně (ženský)
- Monastýr sv. Václava a sv. Ludmily pravoslavný, Plzeňská 51, 26712 Loděnice (ženský)

### Monastýry na Slovensku
- Monastýr Sestoupení Ducha svatého (řeckokatolický)

### Monastýry na Ukrajině
- Florovský monastýr
- Kyjevskopečerská lávra (Kyjev, Ukrajina)
- Počajivská lávra (Počajiv, Ternopilská oblast, Ukrajina)
- Vydubycký monastýr